# Venus Express
Venus Express est une mission spatiale d'exploration du système solaire de l'Agence spatiale européenne (ESA) ayant pour objectif l'étude de la planète Vénus. La sonde spatiale Venus Express lancée en novembre 2005 s'est placée en avril 2006 sur une orbite très allongée de 24 heures autour de la planète. Elle a alors commencé à collecter des données détaillées sur sa structure, sa chimie et la dynamique de son atmosphère. Elle utilise à cet effet une combinaison d'instruments scientifiques comprenant un spectromètre, un spectro-imageur et une caméra fonctionnant dans des longueurs d'onde allant de l'ultraviolet à l'infrarouge thermique ainsi qu'un analyseur de plasma et un magnétomètre.   
Venus Express a été développée dans le cadre du programme spatial scientifique de l'ESA Horizon 2000+. La réutilisation de la plateforme mise au point pour Mars Express et d'instruments existants a permis de construire très rapidement  la sonde spatiale à un coût modéré. Venus Express est la première mission d'exploration de l'ESA portant sur cette planète et la première à la visiter depuis le programme Magellan en 1994. La mission d'une durée initiale de 500 jours a été prolongée à quatre reprises et s'est achevée le 16 décembre 2014. Les instruments de la sonde spatiale ont fourni de nombreux résultats scientifiques.

## Contexte

### L'exploration spatiale de Vénus
Au début de l'ère spatiale, les caractéristiques de la planète, dont la surface est masquée par une épaisse couche de nuages, sont pratiquement inconnues. C'est la première planète vers laquelle une sonde spatiale est lancée : l'Union soviétique développe au cours des années 1960 et 1970 une série d'engins de différents types (orbiteurs, atterrisseurs, ballons) dans le cadre du programme Venera. Après une série d'échecs entre 1961 et 1965, ceux-ci vont progressivement dévoiler la structure de l'atmosphère et certaines caractéristiques du sol vénusien. Venera 8 fournit les premières données depuis le sol. Les orbiteurs Venera 15 et Venera 16  dressent une première carte de la surface de la planète à l'aide d'un radar capable de percer la couche nuageuse. Le programme Vega en 1985 constitue un prolongement du programme Venera.     
La NASA réussit de son côté en 1962 le premier survol de la planète dans le cadre de la mission Mariner 2 qui révèle la température infernale du sol (plus de 400 °C) et l'absence de champ magnétique. Plusieurs autres missions du programme Mariner sont consacrées à la planète dans les années 1960 et 1970. Après une longue absence, la NASA revient visiter Vénus avec la mission Magellan lancée en 1989 qui utilise le premier radar à synthèse d'ouverture lancé dans l'espace afin de cartographier le sol de la planète. Par la suite, plusieurs missions en route vers leur destination finale survolent la planète mais plus aucune mission ne lui est entièrement consacrée. 

### Lancement du projet
L'Agence spatiale européenne (ESA) décide en mars 2001 d'utiliser une copie de la plateforme de la sonde spatiale Mars Express pour développer une nouvelle mission d'exploration du système solaire à faible coût en se fixant comme objectif un lancement en 2005. Cette mission s'inscrit dans le cadre du programme spatial scientifique de l'ESA Horizon 2000+. Un appel à idées est lancé auprès de la communauté scientifique. Parmi les propositions, trois projets sont présélectionnés : 
- Venus Express qui utilise des instruments scientifiques développés pour Mars Express et Rosetta dans le but d'étudier la planète Vénus depuis son orbite ;
- Cosmic DUNE (Dust Near Earth) utilise des instruments de Giotto, Vega, Cassini-Huygens et Stardust pour étudier la poussière interplanétaire et interstellaire sur une orbite autour du point de Lagrange L2 ;
- SPORT Express mesure la polarisation du fond diffus cosmologique afin de compléter les résultats fournis sur le même sujet par les observatoires spatiaux Planck et WMAP (NASA).

Le comité scientifique de l'agence spatiale sélectionne Venus Express. Le projet démarre en juillet 2002 mais son financement n'est entièrement bouclé par les pays participants qu'en novembre 2012.

## Développement (2002-2005)
|                                 | Mars Express          | Venus Express         |
| ------------------------------- | --------------------- | --------------------- |
| Masse au lancement              | 1 042 kg              | 1 270 kg              |
| Masse à vide                    | 680 kg                | 730 kg                |
| Coût                            | 280 millions €        | 220 millions €        |
| Instruments scientifiques       | 7                     | 7                     |
| Masse instruments scientifiques | 116 kg                | 93 kg                 |
| Durée de la mission primaire    | 689 j.                | 500 j.                |
| Volume de données produit       | 0,5-5 gigaoctets/jour | 0,5-5 gigaoctets/jour |

L'objectif est de mener les développements très rapidement de manière à livrer Venus Express en juin 2005 et à la lancer en novembre 2005. Les principaux industriels sont Astrium, Alenia Space et Contraves. Sept instruments sont sélectionnés mais un radar destiné à sonder les structures géologiques de Vénus jusqu'à une profondeur de 1  à   2 km n'est pas retenu pour des raisons budgétaires. Le seul instrument nouveau est une caméra destinée à étudier la structure des nuages. Pour recevoir les données de Venus Express, une nouvelle antenne parabolique de grande taille est construite par l'ESA à Cebreros (Espagne). L'orbite de la sonde spatiale autour de Vénus, d'une durée de 24 h, est conçue de manière à avoir en visibilité chaque jour la nouvelle station de réception durant 10 heures. L'intégration du satellite débute en avril 2004 et les tests s'achèvent en juillet 2005.
Outre la plateforme copie de celle de Mars Express avec quelques modifications, Venus Express utilise des instruments scientifiques de la mission Rosetta et de la mission Mars Express. Grâce à cette réutilisation de composants existants, le développement de la sonde ne dure que 33 mois et son coût est particulièrement faible. Le budget total de la mission s'élève à 220 millions d'euros (dont 35 millions pour le lancement, 82,4 millions pour la maîtrise d'œuvre et 23 millions pour les instruments scientifiques) en incluant 500 jours de suivi en opérations. 197 millions d'euros sont à la seule charge de l'ESA. Il s'agit de la mission d'exploration du système solaire la moins coûteuse jamais développée par l'ESA. Son budget est même inférieur à celui des missions à bas coût du programme Discovery de la NASA.

## Objectifs scientifiques
Les objectifs scientifiques de Venus Express sont les suivants :
- étude de la circulation atmosphérique : vitesse de rotation, mécanismes de circulation générale ;
- rôle de l'effet de serre sur l'évolution passée de la planète et son incidence sur son évolution ;
- étude de l'activité tectonique et volcanique présente ;
- origines de la divergence entre l'évolution de la Terre et celle de Vénus.

## Caractéristiques techniques

### La plateforme
L'architecture de la sonde spatiale Venus Express dérive de celle de la sonde martienne Mars Express. Certaines caractéristiques ont été modifiées pour résister à l'environnement spatial de Vénus : la planète se situant deux fois plus près du Soleil que Mars, la sonde reçoit un rayonnement thermique quatre fois plus important que son homologue martien, les radiations sont nettement plus intenses et la luminosité reçue par ses panneaux solaires est plus forte. L'équipement électrique, le contrôle thermique, les communications et les panneaux solaires ont donc été modifiés en conséquence. 
D'une masse totale au lancement de 1 270 kilogrammes, Venus Express se présente sous la forme d'une structure en aluminium en nid d'abeille de 1,65 mètre de long par 1,7 mètre de large et 1,4 mètre de haut. De chaque côté sont placés deux panneaux solaires assurant l'alimentation en électricité d'une superficie totale de 5,71 m2 fournissant 800 watts au niveau de la Terre et 1 100 watts au niveau de Vénus. L'antenne grand gain pour les communications avec la Terre se trouve sur un autre côté. Pour résister au flux d'énergie solaire qui est quatre fois plus important dans l'orbite de Vénus que celle de Mars, la sonde doit maintenir la température interne aux environs de 20 à 25 °C. La sonde spatiale dispose d'un propulseur principal de 415 newtons de poussée et plusieurs petits propulseurs utilisés pour les corrections d'orbite et le contrôle de l'orientation. Venus Express est stabilisé 3 axes. Tout comme pour Mars Express, l'intégrateur est la société européenne EADS Astrium.

### Instrumentation
Les instruments scientifiques de Venus Express sont un mélange d'éléments en double et de concepts des sondes Mars Express et Rosetta, avec bien sûr quelques modifications pour les adapter aux hautes radiations et à l'environnement thermique entourant Vénus. La plupart des instruments d'observation opèrent dans l'infrarouge afin de percer l'épaisse couche nuageuse qui couvre la planète. Une caméra, la VMC, est néanmoins capable de prendre des images dans l'ultraviolet et la lumière visible afin de capturer l'image d'éclairs et d'observer ces nuages dans différentes longueurs d'onde :
- ASPERA-4 (Analyzer of Space Plasmas and Energetic Atoms) : destiné à analyser l'interaction entre le vent solaire et l'atmosphère vénusienne, déterminer l'impact de la production de plasma dans l'atmosphère et la distribution globale de plasma et de gaz neutres, étudier les atomes à haute énergie, les ions et les électrons dans l'environnement immédiat de Vénus. ASPERA-4 est une réutilisation d'ASPERA-3 utilisé pour Mars Express, mais adapté à Vénus. Il a été réalisé par le Swedish institute of space physics de Kiruna, Suède[7] ;

- MAG : magnétomètre destiné à la mesure du champ magnétique de Vénus et sa direction lors d'interactions avec le vent solaire. Il sera capable de cartographier la magnétopause, la magnétosphère et l'ionosphère en haute résolution et en trois dimensions, d'aider ASPERA-4 à étudier l'interaction du vent solaire et de l'atmosphère de Vénus, d'identifier les frontières entre les différentes régions de plasma et d'effectuer quelques observations planétaires (pour les éclairs par exemple). MAG dérive de ROMAP, utilisé dans la sonde Rosetta. Réalisé par l'OAW, Autriche[8] ;

- PFS (Planetary Fourier Spectrometer) : spectromètre opérant dans les longueurs d'onde infrarouges, entre 0,9 et 45 µm et destiné à réaliser des sondages optiques verticaux de l'atmosphère de Vénus. Il réalisera une surveillance globale, à long terme et en trois dimensions du champ de température de la basse atmosphère (jusqu'à 100 km d'altitude). Il procèdera à la recherche de molécules atmosphériques éventuelles qui n'auraient pas encore été détectées, analysera les aérosols atmosphériques et les échanges entre l'atmosphère et la surface. Le modèle est basé sur un spectromètre de Mars Express, mais modifié pour accroître sa performance. Réalisé par l'Istituto fisica spazio interplanetario de Rome, Italie[9] ;

- SPICAV (Spectroscopy for Investigation of Characteristics of the Atmosphere of Venus) : spectromètre destiné à l'analyse des radiations dans l'infrarouge et l'ultraviolet. Dérivé du SPICAM de Mars Express. SPICAV possède un canal additionnel nommé SOIR (Solar Occultation at Infrared) qui observera le Soleil dans l'infrarouge à travers l'atmosphère vénusienne. Réalisé par le service d'aéronomie du CNRS de Verrières-le-Buisson, France[10] ;

- VeRa (Venus Radio Science) : sondage radio de l'atmosphère par transmission d'ondes radio depuis la sonde à travers l'atmosphère ou par réflexion sur la surface. Ces ondes radio seront reçues par une station terrestre qui analysera l'ionosphère, l'atmosphère et la surface de Vénus. L'instrument est dérivé d'un instrument similaire de Rosetta. Réalisé par l'Université de Munich, Allemagne[11] ;

- VIRTIS (Visible and Infrared Thermal Imaging Spectrometer) : spectromètre dans l'ultraviolet proche, le visible et l'infrarouge. Analysera toutes les couches de l'atmosphère, la température de surface et les interactions entre la surface et l'atmosphère. Dérivé d'un instrument de Rosetta. Réalisé par l'Observatoire de Paris, France, et l'Istituto di Astrofisica Spaziale e Fisica Cosmica, Italie[12] ;

- VMC (Venus Monitoring Camera) : caméra CCD multi-canaux à grand angle opérant dans le visible, l'ultraviolet et le proche infrarouge. Elle cartographiera la distribution de luminosité de la surface et recherchera une éventuelle activité volcanique, surveillera les émissions lumineuses de l'atmosphère, étudiera la distribution de phénomènes d'absorption ultraviolette inconnus dans la haute atmosphère ainsi que plusieurs autres observations scientifiques. La caméra sera capable de prendre des images et de réaliser des films. Elle est dérivée de la caméra à haute résolution stéréo (HRSC) de Mars Express et du système d'image optique, spectroscopique et infrarouge (OSIRIS) de Rosetta. Réalisée par le MPAe, Allemagne[13].

## Orbite
Venus Express circule sur une orbite polaire (inclinaison de 90°) haute très allongée : l'apogée est de 66 000 km tandis que le périgée est de 250 km. L'orbite est parcourue en 24 heures. L'orbite est fixe dans le repère inertiel (par rapport aux étoiles) de manière que toutes les longitudes puissent être observées au cours d'une journée sidérale vénusienne (=243 jours terrestres). Les opérations sur une orbite comprennent deux phases : 
- la phase d'observation se déroule lorsque la sonde spatiale est au plus près de la planète. Durant celle-ci, les instruments scientifiques sont pointés vers la planète. Il existe différents modes d'observation : le pointage vers le nadir pour l'utilisation des instruments VIRTIS, PFS, SPICAV et VMC ; l'observation du limbe avec les instruments VIRTIS, PFS, SPICAV et VMC ; l'occultation stellaire avec SPICAV ou SPICAV/SOIR et le sondage par transmissions radio (VeRa) ;
- la phase consacrée aux communications avec la Terre. Une des deux antennes grand gain de la sonde spatiale est pointée vers la Terre et les données collectées sont transmises tandis que les instructions des opérateurs sur Terre sont réceptionnées. L'antenne sélectionnée dépend de la position du Soleil : il faut en effet que la face de la sonde spatiale sur laquelle sont montés les radiateurs dissipateurs de la chaleur interne restent à l'ombre. Les transmissions à haut débit se font en bande X et durent 8 heures à chaque orbite.

## Déroulement de la mission (2005-2014)

### Lancement et transit vers Vénus
La dernière phase de test de la sonde à l'usine EADS Astrium à Toulouse, en France intervient le 3 août 2005, commence alors le transport de la sonde vers le cosmodrome de Baïkonour au Kazakhstan à bord d'un avion cargo Antonov An-124 avec escale à Moscou en Russie. La sonde arrive à Baïkonour le 10 août et les tests des différents éléments de la sonde commencent.
Le 12 octobre 2005, Venus Express est arrimée à l'étage supérieur Fregat du lanceur Soyouz. La fenêtre de lancement de Venus Express s'étend du 26 octobre au 23 novembre 2005, avec un lancement initialement prévu pour le 26 octobre à 5 h 43 TU. Mais à la suite d'une contamination dans la coiffe du lanceur, le lancement est repoussé de quelques jours, le temps de retirer la sonde de l'étage supérieur du lanceur, de la nettoyer et de la remonter sur sa base. La sonde et son lanceur sont placés sur le pas de tir le 5 novembre. Le lancement a lieu le 9 novembre 2005 à 03 h 33:34 TU, grâce à une fusée Soyouz-Fregat de l'entreprise Starsem. La sonde se sépare complètement du lanceur 1 h 36 minutes plus tard, faisant de son lancement un succès. Son transfert vers Vénus nécessite au moins une correction de trajectoire à proximité de la Terre.
Le contrôle de la mission est assuré, comme pour toutes les missions spatiales de l'agence européenne, par le Centre européen d'opérations spatiales (ESOC) de l'ESA, situé à Darmstadt en Allemagne.
Le voyage vers Vénus est direct, sans assistance gravitationnelle et dure 153 jours. Le 11 avril 2006, arrivée à proximité de Vénus, la sonde utilise son propulseur principal pour réduire sa vitesse de 1 251 m/s ce qui fait passer sa vitesse par rapport à la planète, de 29 000  à   25 000 km/h. Elle est capturée 50 minutes plus tard par le champ de gravité de la planète.
Venus Express met cinq jours supplémentaires pour atteindre son orbite de travail et est totalement opérationnelle le 18 mai 2006 .

### Observation de Vénus
La durée nominale prévue de la mission est de deux jours vénusiens soit environ 500 jours terrestres. Venus Express est placée sur une orbite très elliptique, survolant le pôle nord de Vénus à seulement 250 kilomètres d'altitude et s'éloignant au plus à 66 000 kilomètres, avec une période d'un jour terrestre (afin de faciliter les opérations depuis la Terre) .
Venus Express étudie l'atmosphère ainsi que les nuages vénusiens en détail, le plasma et les caractéristiques de la surface de Vénus. Elle réalise également une cartographie complète des températures de surface de la planète.

### Prolongation de la mission
Compte tenu de la qualité des informations collectées, la mission est prolongée à trois reprises : une première fois jusqu'en mai 2009, une deuxième fois jusqu'en décembre 2012 à la suite de la décision du comité des programmes scientifiques du 2 octobre 2009 ,, puis une troisième fois jusqu'en décembre 2014.

### Fin de la mission (juin 2014 - décembre 2014)
Huit ans après son arrivée en orbite autour de Vénus, la sonde spatiale est sur le point d'épuiser les ergols qui lui permettent de se maintenir sur son orbite. La phase de recueil des données scientifiques s'achève mi-mai 2014. Les responsables du projet de l'ESA décident de conclure la mission en prenant le risque de faire plonger la sonde spatiale dans l'atmosphère de Vénus jusqu'à l'altitude de 134 km (jusque-là Venus Express avait toujours été maintenue au-dessus de 165 km). À cette altitude, l'atmosphère beaucoup plus dense exerce une pression importante sur la structure de la sonde spatiale. L'objectif est à la fois de recueillir des données sur la technique de l'aérofreinage qui permet d'économiser du carburant pour l'insertion en orbite mais également d'avoir des informations inédites sur la composition de l'atmosphère dans ces couches plus basses de l'atmosphère. Cette phase a duré du 18 juin au 11 juillet. Elle a permis de mesurer les effets de la trainée atmosphérique sur l'engin spatial qui a survécu malgré une pression multipliée par 1000 aux points les plus bas. Les instruments ont détecté des variations locales de la densité. La température des panneaux solaires est montée jusqu'à 100 °C au cours de certains passages à basse altitude. La période orbite a été réduite de plus d'une heure à l'issue de cette phase. À l'issue de cette phase, une série de 15 corrections orbitales s'achevant le 26 juillet a été effectuée pour ramener la sonde spatiale sur une orbite de 460 x 63 000 km parcourue en 22 heures et 24 minutes. Le périgée va progressivement s'abaisser mais l'engin spatial ne dispose plus désormais que de quelques kg d'ergols pour combattre la dégradation de son orbite. Après le retour à une orbite normale, tous les instruments ont été réactivés et poursuivent leurs mesures jusqu'à l'épuisement du carburant.
Le 28 novembre 2014, l'ESOC annonce avoir perdu le contact avec la sonde alors que de nouvelles manœuvres, prévues du 23 au 30 novembre, étaient en cours. Plusieurs tentatives de reprise du contact sont entreprises. Des données télémétriques partielles sont reçues. La sonde spatiale a sans doute épuisé son carburant mi-novembre et elle ne parvient plus à maintenir son orientation. Venus Express ne peut donc plus orienter son antenne vers la Terre ni relever son orbite ce qui entraînera à terme la destruction de la sonde spatiale lorsqu'elle rentrera dans les couches denses de l'atmosphère. Le 16 décembre, l'agence spatiale européenne annonce que la mission est considérée comme achevée.

## Résultats

### Vortex polaire à structure variable
L'atmosphère de plusieurs planètes, telles que Saturne, présente au niveau des pôles des phénomènes atmosphériques similaires à des ouragans dans lesquels vents et nuages tournent à grande vitesse autour d'une zone centrale. Sur Vénus, le vortex du pôle sud, étudié avec l'instrument VIRTIS, présente la particularité d'avoir une forme variable et instable.

### Indices d'une activité volcanique contemporaine
La sonde spatiale Magellan avait découvert que des événements volcaniques très importants se sont déroulés il y a 500 millions d'années et ont complètement transformé la surface de la planète mais aucun indice d'activité volcanique présente n'avait été détecté. L'instrument VIRTIS et la caméra VMC ont détecté des points chauds dans les régions de Imdr, Themis et Dione qui résulteraient d'une activité volcanique récente qui s'y serait déroulée il y a quelques milliers ou dizaine de milliers d'années. L'apparition de points chauds transitoires a également été détectée dans différents points de la surface notamment dans la région de Ganiki Chasma. Ceux-ci pourraient correspondre à des éruptions volcaniques en cours mais cette interprétation demande à être confirmée. Des preuves indirectes d'une activité volcanique ont été également recueillies. Peu après son arrivée en 2006, la sonde spatiale a détecté une augmentation importante du dioxyde de soufre contenue dans la partie supérieure de l'atmosphère de Vénus.

### Vitesse de rotation décroissante de la planète
En se basant sur la durée du jour vénusien et la cartographie réalisée par la sonde spatiale Magellan de la NASA, les observations effectuées par les instruments de Venus Express ont démontré que les reliefs observés sur le sol de la planète sont décalés d'environ 20 km par rapport à leur emplacement prévisible déduit des observations réalisées 16 ans auparavant. Ce changement résulterait d'un ralentissement de la vitesse de rotation de la planète.

### Accélération de la super-rotation de l'atmosphère
Une des caractéristiques remarquables de Vénus est la vitesse de rotation de son atmosphère qui fait le tour du globe en 4 jours alors que la planète tourne sur elle-même en 243 jours ("super-rotation" de l'atmosphère). Les mesures effectuées par les instruments de Venus Express ont permis de déterminer que la vitesse des nuages à la latitude de 50° était progressivement passée en cours de mission de 300  à   400 km/h. Les mécanismes conduisant à l'accélération de la vitesse de rotation de l'atmosphère n'ont jusque-là pas pu être déterminés.

### De la neige sur Vénus?
Les instruments de Venus Express ont permis de découvrir que l'atmosphère de la planète comportait des régions particulièrement froides (−175 °C) situées à une altitude de 125 km. Ces températures sont beaucoup plus basses que celles qui peuvent être rencontrées dans l'atmosphère terrestre alors que Vénus est plus proche du Soleil. La concentration en molécules de dioxyde de carbone (CO2) le long du terminateur (ligne séparant la face éclairée de la face nocturne de la planète) aux différentes altitudes a pu être déterminée en étudiant la lumière traversant l'atmosphère de Vénus. La température aux différentes altitudes a pu être calculée à partir de ces mesures ainsi que la pression atmosphérique. Il a pu être déterminé que la température diminue fortement à certaines altitudes au point d'induire la formation des nuages de glace ou de neige. Au niveau du terminateur, la couche froide est prise en sandwich entre deux couches relativement plus chaudes.

### Présence d'ozone dans l'atmosphère
La présence d'une couche d'ozone dans l'atmosphère de Vénus a été détectée pour la première fois par l'instrument SPICAV de Venus Express. Cette couche, située à une altitude variable comprise entre 90  et   120 km, est relativement fine avec une épaisseur comprise entre 5  et   10 km. Par comparaison, sur Terre, la couche d'ozone s'étend de 15 à 50 km. La couche d'ozone vénusienne est également 1000 fois moins dense que son homologue terrienne. De manière surprenante, la couche d'ozone est absente au point de l'atmosphère situé à l'opposé de la direction du Soleil. L'ozone produit serait détruit par les composés chlorés qui seraient transportés en cet endroit par les vents puissants qui soufflent de la partie éclairée et chaude de l'atmosphère vers la partie froide.

### Échappement de l'eau de l'atmosphère de la planète
Venus Express a permis de confirmer que l'atmosphère de Vénus avait perdu des grandes quantités d'eau depuis sa formation. Le magnétomètre MAG a détecté cet échappement côté jour. En 2007, l'instrument ASPERA a identifié également un échappement rapide d'hydrogène et d'oxygène côté nuit. Ce processus se produit dans la haute atmosphère lorsque l'action du rayonnement ultraviolet du Soleil casse les molécules d'eau en produisant des atomes d'hydrogène et d'oxygène. Le vent solaire, flux de particules ionisées créées par le Soleil, frappe la couche supérieure de l'atmosphère de Vénus et arrache les atomes d'hydrogène et d'oxygène. Contrairement à la Terre, Vénus ne possède pas de champ magnétique permettant de protéger son atmosphère de l'action du vent solaire. Les mesures effectuées par Venus Express indiquent que deux fois plus d'atomes d'hydrogène que d'oxygène étaient arrachés à l'atmosphère confirmant que ces atomes faisaient partie à l'origine de molécules d'eau. Les mesures ont également démontré un enrichissement de la haute atmosphère en deutérium, isotope lourd de l'hydrogène qui du fait de sa masse s'échappe moins facilement.

### Présence d'un champ magnétique induit
Bien que Vénus, contrairement à la majorité des planètes, ne dispose pas d'un champ magnétique généré par son noyau, son atmosphère est partiellement protégée de l'érosion du vent solaire par un champ magnétique induit par l'interaction entre l'ionosphère de la planète et le vent solaire.